# Prix de l'Europe
Ne doit pas être confondu avec Prix d'Europe.

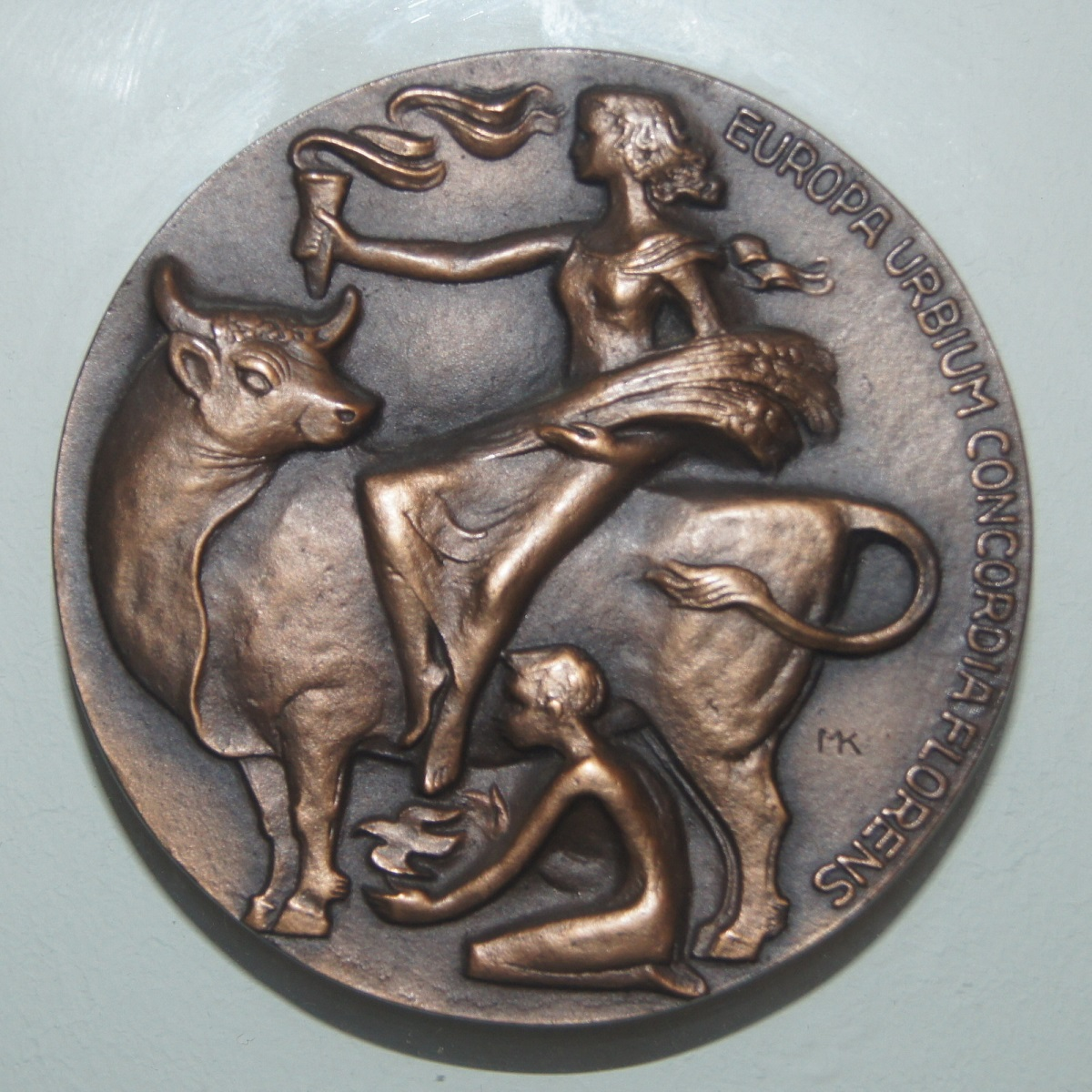
La médaille de bronze du prix de l'Europe.

Le prix de l'Europe est une distinction instituée en 1955 par le comité des ministres du Conseil de l'Europe. Il est décerné chaque année à une ou plusieurs communes qui ont réalisé des efforts exceptionnels pour propager l'idéal d'unité européenne.
Chaque année en mars ou avril, la sous-commission du prix de l'Europe, composée de membres de l'Assemblée parlementaire du Conseil de l'Europe, détermine son choix et le présente pour approbation à la commission des questions sociales, de la santé et du développement durable de l'Assemblée parlementaire. Depuis janvier 2014, c'est l'homme politique allemand Axel Fischer qui est le président de la sous-commission du prix de l'Europe. 
Il existe une association des villes lauréates du prix de l'Europe. Elle est actuellement présidée par la ville de Kharkiv en Ukraine.

## Composition du prix
Le prix de l'Europe est composé d’un trophée itinérant, constitué d’une plaque de bronze, avec motifs allégoriques et inscription latine. Il est détenu jusqu’à la prochaine remise. Il est ensuite transmis à la commune lauréate de l’année suivante. Il porte le nom de chaque commune ayant remporté le prix. Il compte également une médaille de bronze, un parchemin et une bourse pour un voyage d’études en Europe d’un ou de plusieurs jeunes de la commune lauréate. Il est remis officiellement à la commune lauréate par le président de l’assemblée, assisté de la sous-commission du prix de l’Europe, au cours d’une « Journée européenne » solennelle organisée par cette commune.
Le prix de l'Europe comporte quatre niveaux, par ordre croissant d'importance :
- le Diplôme européen ;
- le Drapeau d'honneur ;
- la Plaquette d'honneur ;
- le prix de l'Europe, la plus haute distinction.

## Villes lauréates du prix de l'Europe depuis 1955
| Année | Ville(s)                        | Pays                        |
| ----- | ------------------------------- | --------------------------- |
| 1955  | Coventry                        | Royaume-Uni                 |
| 1956  | Puteaux Offenbach-sur-le-Main   | France Allemagne de l'Ouest |
| 1957  | Bordeaux Turin                  | France Italie               |
| 1958  | Vienne La Haye                  | Autriche Pays-Bas           |
| 1959  | Istanbul                        | Turquie                     |
| 1960  | Bruges Aarhus                   | Belgique Danemark           |
| 1961  | Rhodes Schwarzenbek             | Grèce Allemagne de l'Ouest  |
| 1962  | Palerme                         | Italie                      |
| 1963  | Aubenas                         | France                      |
| 1964  | Innsbruck                       | Autriche                    |
| 1965  | Tübingen                        | Allemagne de l'Ouest        |
| 1966  | Kristiansand                    | Norvège                     |
| 1967  | Strasbourg                      | France                      |
| 1968  | Faenza                          | Italie                      |
| 1969  | Karlsruhe Nancy                 | Allemagne de l'Ouest France |
| 1970  | Sierre                          | Suisse                      |
| 1971  | Udine                           | Italie                      |
| 1972  | Zelzate                         | Belgique                    |
| 1973  | Wurtzbourg                      | Allemagne de l'Ouest        |
| 1974  | Cesenatico Mâcon                | Italie France               |
| 1975  | Darmstadt                       | Allemagne de l'Ouest        |
| 1976  | Comté de Devon                  | Royaume-Uni                 |
| 1977  | Avignon                         | France                      |
| 1978  | Tubize                          | Belgique                    |
| 1979  | Graz                            | Autriche                    |
| 1980  | Passau                          | Allemagne de l'Ouest        |
| 1981  | Braunfels                       | Allemagne de l'Ouest        |
| 1982  | Braine-L'Alleud                 | Belgique                    |
| 1983  | Lausanne                        | Suisse                      |
| 1984  | Royal Leamington Spa            | Royaume-Uni                 |
| 1985  | Saint-Jacques-de-Compostelle    | Espagne                     |
| 1986  | Klagenfurt Arnhem               | Autriche Pays-Bas           |
| 1987  | Berlin-Neukölln                 | Allemagne de l'Ouest        |
| 1988  | Aalborg                         | Danemark                    |
| 1989  | Lucques                         | Italie                      |
| 1990  | Plouguerneau                    | France                      |
| 1991  | Bursa                           | Turquie                     |
| 1992  | Delfzijl                        | Pays-Bas                    |
| 1993  | Bocholt Mülheim an der Ruhr     | Allemagne                   |
| 1994  | Linz                            | Autriche                    |
| 1995  | Bologne                         | Italie                      |
| 1996  | Conseil du District de Wansbeck | Royaume-Uni                 |
| 1997  | Ratisbonne                      | Allemagne                   |
| 1998  | Częstochowa                     | Pologne                     |
| 1999  | Spire                           | Allemagne                   |
| 2000  | Cockermouth Marvejols           | Royaume-Uni France          |
| 2001  | Sankt Pölten                    | Autriche                    |
| 2002  | Gdynia                          | Pologne                     |
| 2003  | Klaipéda                        | Lituanie                    |
| 2004  | Audenarde                       | Belgique                    |
| 2005  | Kaliningrad                     | Fédération de Russie        |
| 2006  | Szeged                          | Hongrie                     |
| 2007  | Nuremberg                       | Allemagne                   |
| 2008  | Katowice                        | Pologne                     |
| 2009  | Ankara                          | Turquie                     |
| 2010  | Kharkiv                         | Ukraine                     |
| 2011  | Hünfeld Landerneau              | Allemagne France            |
| 2012  | Corciano Sighișoara             | Italie Roumanie             |
| 2013  | Altötting Tata                  | Allemagne Hongrie           |
| 2014  | Słupsk                          | Pologne                     |
| 2015  | Dresde Vara                     | Allemagne Suède             |
| 2016  | Gérone                          | Espagne                     |
| 2017  | Lublin                          | Pologne                     |
| 2018  | Ivano-Frankivsk                 | Ukraine                     |
| 2019  | Donostia / San Sebastián        | Espagne                     |
| 2020  | Amilly (Loiret)                 | France                      |
| 2021  | Khmelnytskyi                    | Ukraine                     |
| 2022  | İzmir                           | Turquie                     |

## Bilan par pays
| Tableau récapitulatif du nombre de prix par pays | Tableau récapitulatif du nombre de prix par pays | Tableau récapitulatif du nombre de prix par pays |
| Nombre de prix                                   | Pays                                             | Villes |
| ------------------------------------------------ | ------------------------------------------------ | --- |
| 17                                               | Allemagne                                        | Offenbach-sur-le-Main (1956), Schwarzenbek (1961), Tübingen (1965), Karlsruhe (1969), Wurtzbourg (1973), Darmstadt (1975), Passau (1980), Braunfels (1981), Berlin-Neukölln (1987), Bocholt (1993), Mülheim (1993), Ratisbonne (1997), Spire (1999), Nuremberg (2007), Hünfeld (2011), Altötting (2013), Dresde (2015) |
| 11                                               | France                                           | Puteaux (1956), Bordeaux (1957), Aubenas (1963), Strasbourg (1967), Nancy (1969), Mâcon (1974), Avignon (1977), Plouguerneau (1990), Marvejols (2000), Landerneau (2011), Amilly (2020) |
| 8                                                | Italie                                           | Turin (1957), Palerme (1962), Faenza (1968), Udine (1971), Cesenatico (1974), Lucques (1989), Bologne (1995), Corciano (2012) |
| 6                                                | Autriche                                         | Vienne (1958), Innsbruck (1964), Graz (1979), Klagenfurt (1986), Linz (1994), Sankt Pölten (2001) |
| 5                                                | Royaume-Uni                                      | Coventry (1955), comté de Devon (1976), Royal Leamington Spa (1984), Wansbeck (1996), Cockermouth (2000) |
| 5                                                | Belgique                                         | Bruges (1960), Zelzate (1972), Tubize (1978), Braine-l'Alleud (1982), Audenarde (2004) |
| 5                                                | Pologne                                          | Częstochowa (1998), Gdynia (2002), Katowice (2008), Słupsk (2014), Lublin (2017) |
| 4                                                | Turquie                                          | Istanbul (1959), Bursa (1991), Ankara (2009), İzmir (2022) |
| 3                                                | Pays-Bas                                         | La Haye (1958), Arnhem (1986), Delfzijl (1992) |
| 3                                                | Espagne                                          | Saint-Jacques-de-Compostelle (1985), Gérone (2016), Donostia/San Sebastián (2019) |
| 3                                                | Ukraine                                          | Kharkiv (2010), Ivano-Frankivsk (2018), Khmelnytskyï (2021) |
| 2                                                | Suisse                                           | Sierre (1970), Lausanne (1983) |
| 2                                                | Danemark                                         | Aarhus (1960), Aalborg (1988) |
| 2                                                | Hongrie                                          | Szeged (2006), Tata (2013) |
| 1                                                | Grèce                                            | Rhodes (1961) |
| 1                                                | Norvège                                          | Kristiansand (1966) |
| 1                                                | Lituanie                                         | Klaipėda (2003) |
| 1                                                | Russie                                           | Kaliningrad (2005) |
| 1                                                | Roumanie                                         | Sighișoara (2012) |
| 1                                                | Suède                                            | Vara (2015) |